# Französisch-Flandern
Französisch-Flandern (französisch Flandre française, niederländisch Frans-Vlaanderen), auch Südflandern genannt, ist ein geografisches Gebiet ohne Verwaltungsstatus, das dem zu Frankreich gehörenden Teil der ehemaligen Grafschaft Flandern entspricht. Es umfasst den größten Teil des Départements Nord in der Region Hauts-de-France im äußersten Norden Frankreichs.

## Geographie und Sprache

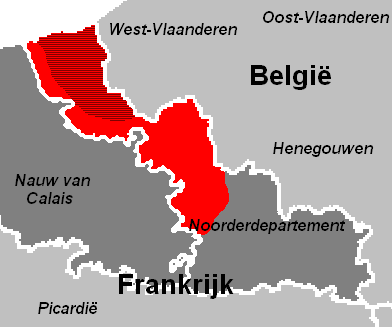
Die flämischen Arrondissements Lille und Dunkerque (rot) im französischen Département Nord (grau); das westflämische Sprachgebiet im Hinterland von Dunkerque (gestreift)

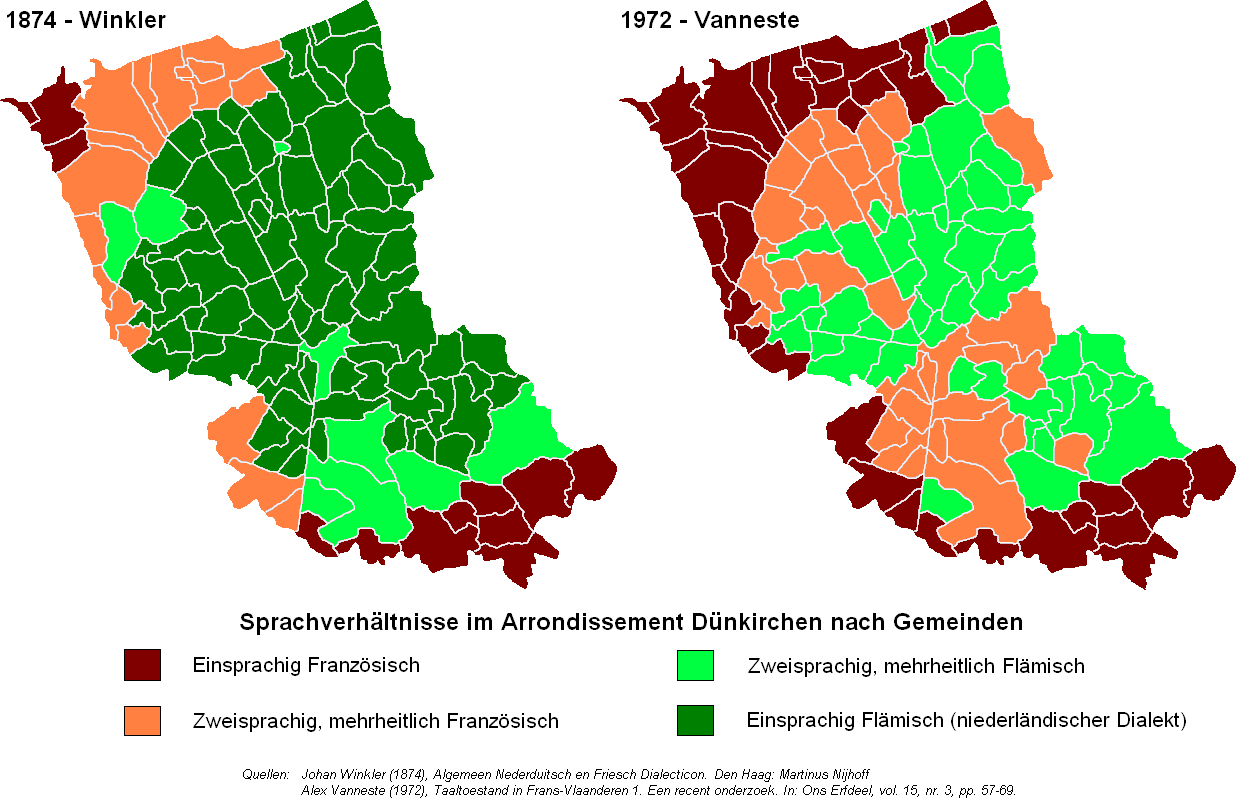
Flämisch im Arrondissement Dunkerque nach Sprachforschungen, 1874 und 1972

Französisch-Flandern besteht aus zwei Regionen, die durch die Leie getrennt werden.

### Französisch-Westhoek
Nördlich der Leie befindet sich Französisch-Westhoek (Westhoek français bzw. Franse Westhoek), der ungefähr mit dem Arrondissement Dunkerque übereinstimmt. Es handelt sich um den französischen Teil des Westhoek, einer Region, die auch den westlichen Teil der Provinz Westflandern in Belgien umfasst.
Die Hauptstadt und bei weitem größte Stadt ist (die Agglomeration) Dunkerque (Dünkirchen). Die Sprache des französischen Teils des Westhoek war von altersher ein niederländischer Dialekt, Westflämisch bzw. dessen Unterart, das Westhoekflämisch. 
Heute gibt es noch einige Zehntausende, die den Dialekt sprechen, doch ist sein Fortbestand bedroht. Jedoch sind seit einiger Zeit Flämischsprachkurse beliebt, und in den Grundschulen wird die niederländische Sprache als erste Fremdsprache unterrichtet. Den einst niederländischen Charakter des Gebiets erkennt man heute noch an den zahlreichen flämischen Orts- und Familiennamen.

### Liller Flandern
Südlich der Leie liegt das Liller Flandern (Flandre lilloise bzw. Rijsels-Vlaanderen), auch „Wallonisches Flandern“ (Flandre wallonne) genannt, der von jeher französischsprachige Teil der alten Grafschaft Flandern. Zentrum der heute sehr städtischen Region ist die Stadt Lille, im Mittelalter eine der Hauptstädte der Grafschaft Flandern.

## Geschichte
Französisch-Flandern gehörte von 1529 (Damenfriede von Cambrai) bis 1659 (Pyrenäenfriede) zu den Spanischen Niederlanden. 1662 wurde Dunkerque von Frankreichs König Ludwig XIV. käuflich erworben, 1667 wurde Lille erobert und angegliedert. In vier Friedensverträgen (Pyrenäenfriede 1659, Friede von Aachen 1668, Friede von Nimwegen 1678 und Friede von Utrecht 1713) trat Spanien die Region endgültig an Frankreich ab. Bis zur Französischen Revolution war Flandre eine eigene Provinz, seitdem gehört das Gebiet zum Département Nord.
Nach der Französischen Revolution wurden regionale Sprachen und Dialekte als Überreste der Feudalität gesehen. Alle Unterrichtsgesetze erstrebten daher die Ausrottung der Volkssprachen im noch multiethnischen Frankreich. In Französisch-Flandern wurde zunächst Westflämisch weiter als Mittlersprache verwendet, bis auch dies ab 1850 verboten wurde. Mit der völligen Verbannung des Niederländischen aus den höheren Schulen und der allgemeinen Schulpflicht unter ausschließlicher Verwendung des Französischen wurde Westflämisch immer weiter zurückgedrängt.
1924 wurde vom katholischen Pfarrer Jean-Marie Gantois der Vlaams Verbond van Frankrijk (VVF) zur Pflege der flämischen Sprache gegründet. Nach der Besetzung Frankreichs im Zweiten Weltkrieg (ab 1940) kollaborierten Flamen der Westhoek mit der deutschen Besatzungsmacht. Viele Kollaborateure, darunter auch Gantois, wurden nach dem Abzug der Deutschen verhaftet. Gantois verbrachte zwei Jahre im Gefängnis. Französisch-Flandern mit den Départements Nord und Pas-de-Calais war zusammen mit Belgien in die deutsche Militärverwaltung in Brüssel einbezogen gewesen, ohne jedoch formal (wie z. B. Elsaß-Lothringen) von Frankreich abgetrennt worden zu sein.